# Moyoapan Grande
Moyoapan Grande är en ort i Mexiko.   Den ligger i kommunen Coscomatepec och delstaten Veracruz, i den sydöstra delen av landet, 220 km öster om huvudstaden Mexico City. Moyoapan Grande ligger 1 648 meter över havet och antalet invånare är 135.
Terrängen runt Moyoapan Grande är huvudsakligen kuperad, men söderut är den bergig. Terrängen runt Moyoapan Grande sluttar österut. Runt Moyoapan Grande är det tätbefolkat, med 331 invånare per kvadratkilometer. Närmaste större samhälle är Huatusco de Chicuellar, 14,3 km nordost om Moyoapan Grande. Omgivningarna runt Moyoapan Grande är en mosaik av jordbruksmark och naturlig växtlighet.